# 堪薩斯 (印地安納州)
堪薩斯（英語：Kansas）是位於美國印地安納州巴塞洛繆縣的一個鬼鎮。由於此地已於1863年被荒廢，本地已無人居住。

## 地理
堪薩斯的座標為39°19′53″N 86°01′57″W / 39.33139°N 86.03250°W，而該地的平均海拔高度為211米（即692英尺）。